# Lomustina
La lomustina és el nom comú de la 1-(2-cloroetil)-3-ciclohexil-1-nitrosourea, abreujat com a CCNU i comercialitzada com a Gleostine, és un compost de nitrosourea alquilant utilitzat en quimioteràpia. Està estretament relacionat amb la semustina i pertany a la mateixa família que l'estreptozotocina. S'empra per tractar el limfoma de Hodgkin com a opció de segona línia i també s'ha fet servir en la pràctica veterinària com a tractament de tumors de mastòcits en gossos. També és un agent alquilant monofuncional, alquila l'ADN i l'ARN, pot enllaçar l'ADN i inhibeix diversos enzims mitjançant carbamoilació.

## Història

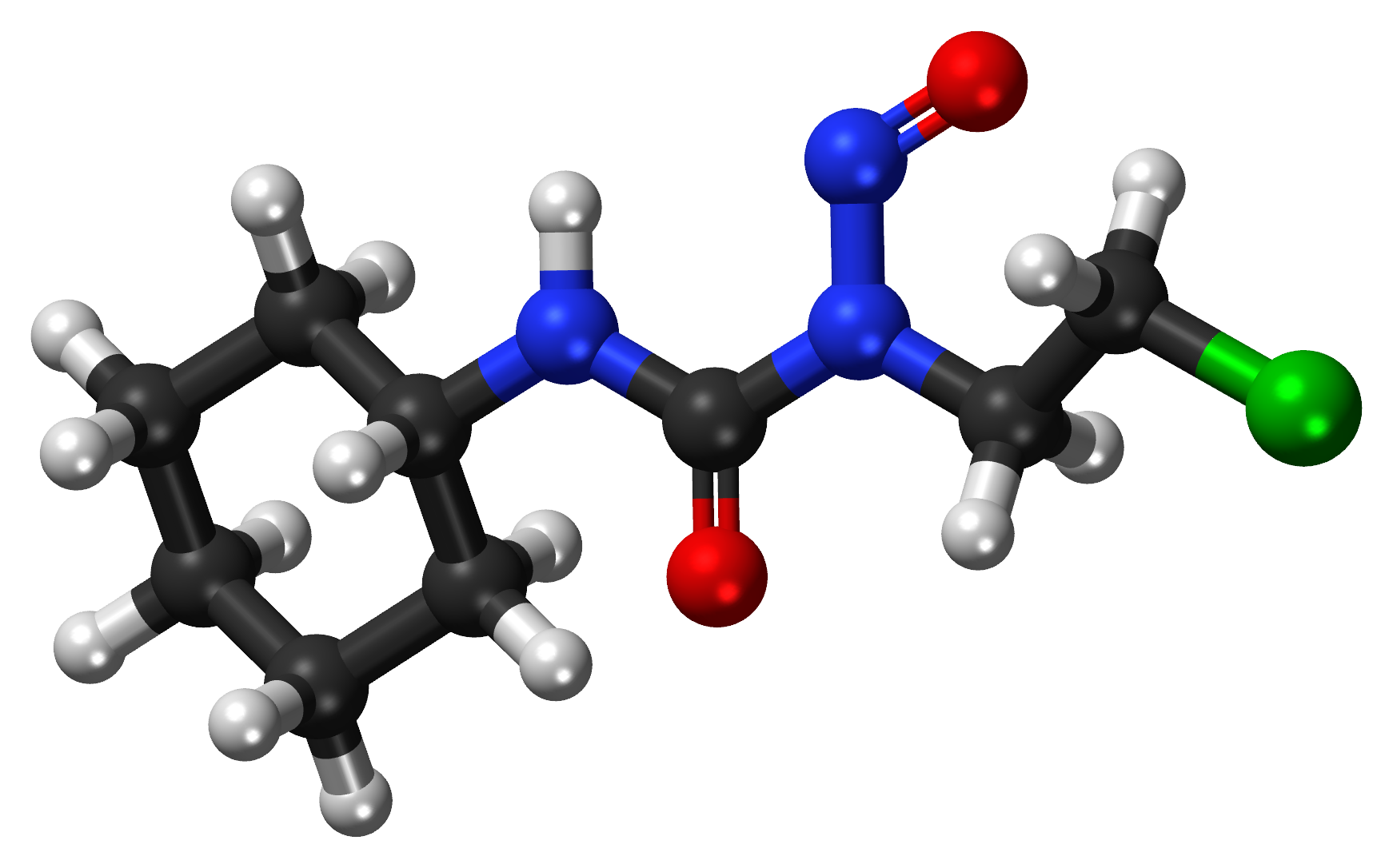

La lomustina va ser avaluada per primera vegada en assaigs clínics a finals dels anys 60 i va ser aprovada per la FDA (U.S. Food and Drug Administration) dels Estats Units l'any 1976 per a tumors cerebrals primaris i metastàtics, així com per al limfoma de Hodgkin.
Bristol-Myers Squibb originalment tenia la patent de l'agent amb la marca CeeNu. El 2014, Next Source Biotechnology LLC va ser aprovada per la FDA per al canvi de marca de lomustina amb el nom comercial de Gleostine. El preu d'una dosi de Gleostine rebrandat recentment ha experimentat un augment substancial del preu, en part a causa de la nova normativa reguladora i als reptes de manejar compostos cancerígens d'aquest tipus.

## Propietats
La fórmula molecular de la lomustina és {\displaystyle {\ce {C9H16ClN3O2}}} i la massa molecular és 233,71 g/mol. La lomustina és una pols groga, que és soluble en etanol al 10% (0,05 mg/ml) i en alcohol absolut (70 mg/ml) i insoluble en aigua (<0,05 mg/ml).
La lomustina és un agent alquilant del tipus nitrosourea. La lomustina i els seus metabòlits interfereixen amb la funció de l'ADN i l'ARN. Els càncers es formen quan algunes cèl·lules del cos es multipliquen de manera incontrolada i anormal. Aquestes cèl·lules després s'estenen i destrueixen els teixits propers. La lomustina actua alentint aquest procés. Mata les cèl·lules canceroses danyant l'ADN (el material genètic dins de les cèl·lules) i impedeix que es divideixin.

### Mecanisme d'acció[1][2][3][5]
La lomustina pot actuar per diferents mecanismes:
1. Alquilació d'àcids nucleics.
2. Carbamoilació de proteïnes.
3. Interferència amb l'activació enzimàtica.

### Farmacocinètica[1][2][3][5]
La lomustina és làbil, es descompon en condicions fisiològiques i després de l'administració oral no es detecta el fàrmac intacte al plasma. Els intermedis altament reactius, que s'uneixen a macromolècules, es formen ràpidament. Es creu que el resultat global és la inhibició de la síntesi tant d'ADN com d'ARN. La lomustina travessa la barrera hematoencefàlica. No s'han caracteritzat les vies metabòliques implicades en l'eliminació de la lomustina. La vida mitjana és d'aproximadament 94 minuts, però els metabòlits tenen una semivida sèrica de 16 a 48 hores. Es creu que les vides mitjanes plasmàtiques prolongades reflecteixen una combinació de la unió a proteïnes i la circulació enterohepàtica dels metabòlits. L'excreció predominantment renal dels metabòlits del fàrmac suggereix que la insuficiència renal greu podria predisposar a un augment de la toxicitat.
L'impacte de les característiques del pacient (per exemple, edat, sexe i raça) o malaltia (per exemple, insuficiència renal o hepàtica) es desconeixen en la farmacocinètica de la lomustina.

## Usos
La lomustina està indicada per al tractament de pacients amb tumors cerebrals primaris i metastàtics després de procediments quirúrgics i/o radioterapèutics adequats. També està indicada com a component de la quimioteràpia combinada per al tractament de pacients amb limfoma de Hodgkin la malaltia dels quals ha progressat després de la quimioteràpia inicial. Altres usos són en el càncer de pulmó, melanoma i càncer de còlon.
En pacients pediàtrics també està indicat en el tractament pal·liatiu de tumors cerebrals i metàstasis cerebrals d'altres tumors i en la malaltia avançada de Hodgkin, quan les pautes quimioteràpiques establertes ja no són efectives.
L'ús de la lomustina s'ha reportat també en medicina veterinària com a teràpia única en mastocitomes canins, limfoma caní i felí i possiblement en tumors cerebrals canins. També ha tingut eficàcia en alguns casos de sarcomes.
La dosi recomanada de lomustina en pacients adults i pediàtrics és de 130 mg/m2 presa com a dosi oral única cada 6 setmanes. S'han d'arredonir les dosis als 5 mg més propers. Administrar com a dosi oral única i no repetir durant almenys 6 setmanes. Reduïu la dosi a 100 mg/m2 cada 6 setmanes en pacients amb funció de la medul·la òssia compromesa. També reduir la dosi en conseqüència quan s'utilitza amb altres fàrmacs mielosupressors.
Les càpsules de lomustina estan disponibles en concentracions de 100, 40,10 i 5 mg.

## Preparació
La lomustina se sintetitza fent reaccionar etanolamina amb ciclohexilisocianat, que forma 1-(2-hidroxietil)-3-ciclohexilurea. La 1-(2-hidroxietil)-3-ciclohexilurea es fa reaccionar després amb clorur de tionil i el grup hidroxil que hi ha se substitueix per un àtom de clor, donant 1-(2-cloroetil)-3-ciclohexilurea. 1-(2-cloroetil)-3-ciclohexilurea és nitrada en condicions no aquoses amb àcid fòrmic i nitrit de sodi per donar la lomustina.

## Toxicitat[2][3][7]
Mielosupressió retardada: La lomustina provoca mielosupressió que pot provocar infeccions mortals i hemorràgies. Aquesta mielosupressió és retardada, relacionada amb la dosi i acumulativa. Normalment, apareix entre 4 i 6 setmanes després de l'administració del fàrmac i persisteix durant 1 a 2 setmanes. La trombocitopènia és generalment més greu que la leucopènia. La mielosupressió acumulada es manifesta per una major gravetat i una durada més llarga de les citopènies. S'ha de monitorar el recompte de sang durant almenys sis setmanes després de cada dosi. No administrar lomustina amb més freqüència que cada sis setmanes. Ajustar la dosi en funció dels recomptes de sang de la dosi anterior.
Risc de sobredosi: La toxicitat mortal es produeix amb una sobredosi de lomustina. La dispensació o l'administració de més d'una dosi pot provocar una toxicitat mortal.
S'ha de prescriure i dispensar només una dosi alhora. Tant el metge com el farmacèutic han de subratllar al pacient que només es prescriu una dosi cada 6 setmanes.
Toxicitat pulmonar: La lomustina produeix toxicitat pulmonar caracteritzada per infiltrats pulmonars i/o fibrosi. Els pacients amb una línia de base per sota del 70% de la capacitat vital forçada prevista (FVC) o la capacitat de difusió de monòxid de carboni (DLCO) tenen un risc més elevat. L'inici de la toxicitat pulmonar es produeix després d'un interval de 6 mesos o més des de l'inici de la teràpia, amb dosis acumulades de lomustina generalment superiors a 1100 mg/m2. S'ha de monitorar la funció pulmonar abans d'iniciar el tractament i repetir amb freqüència durant el tractament. S'ha de suspendre el tractament de forma permanent en pacients diagnosticats de fibrosi pulmonar.
Malignitats secundàries: Les malalties malignes secundàries, incloses la leucèmia aguda i la mielodisplàsia, es produeixen amb l'ús a llarg termini.
Hepatotoxicitat: La toxicitat hepàtica, manifestada per un augment dels nivells de transaminases, fosfatasa alcalina i bilirubina es produeix amb la lomustina. Per tant, cal monitorar la funció hepàtica.
Nefrotoxicitat: Amb lomustina es produeix una insuficiència renal progressiva amb una disminució de la mida del ronyó. Cal vigilar la funció renal.
Toxicitat embriofetal: D'acord amb les dades dels animals i el seu mecanisme d'acció, la lomustina pot causar danys fetals quan s'administra a una dona embarassada. La toxicitat embriofetal i la teratogenicitat es van produir en rates i conills que rebien lomustina diàriament durant l'organogènesi. S'ha d'Informar les dones embarassades del risc potencial per al fetus. Cal aconsellar a les dones amb potencial reproductiu que utilitzin un mètode anticonceptiu efectiu durant el tractament amb lomustina i durant 2 setmanes després de la dosi final.
Reaccions adverses: Les següents reaccions adverses associades amb l'ús de lomustina es van identificar en assaigs clínics o informes posteriors a la comercialització. Com que aquestes reaccions es van informar d'una població de mida incerta, no és possible estimar la seva freqüència, fiabilitat o establir una relació causal amb l'exposició al fàrmac. Són les següents: Trastorns gastrointestinals: nàusees, vòmits i estomatitis. Trastorns oculars: atròfia òptica, alteracions visuals i ceguesa. Trastorns neurològics: desorientació, letargia, atàxia i disàrtria. Altres: alopècia.